# 마음의 심연
《마음의 심연》(El Lado Oscuro Del Corazon, Dark Side Of The Heart)은 캐나다에서 제작된 엘리즈오 수비엘라 감독의 1992년 코미디, 멜로/로맨스, 드라마 영화이다. 다리오 그란디네티 등이 주연으로 출연하였고 로저 프라피에 등이 제작에 참여하였다.

## 출연

### 주연
- 다리오 그란디네티
- 산드라 발레스테로스

### 조연
- 나차 게바라
- 앙드레 멜랑송
- 진 피에르 레구에라즈
- 모니카 갈란

## 기타
- 협력프로듀서: 페르난도 소코로위즈
- 의상: 패트리시아 페르니아